# Heinrich Wolff (Grafiker)

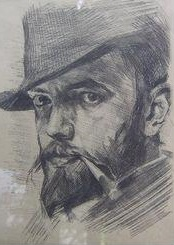
Selbstporträt von Heinrich Wolff

Heinrich Wolff (* 18. Mai 1875 in Nimptsch, Provinz Schlesien; † März 1940 in München) war ein deutscher Grafiker und Maler.

## Leben
Heinrich Wolff besuchte ab 1891 die Staatliche Akademie für Kunst und Kunstgewerbe Breslau, ab 1893 die Akademie der Künste (Berlin) und schließlich bis 1900 die Königliche Akademie der Bildenden Künste in München. Dort wurde er Mitglied im Verein für Original-Radierung und gründete 1901 mit dem Künstler und Erfinder Ernst Neumann-Neander die erste graphische Privatschule. In München lernte er die junge, in Posen geborene Malerin Elisabeth Zimmermann (1876–1952) kennen, die hier eine Zeitlang seine Schülerin war. Ludwig Dettmann und Otto Erich Eichler (1871–1904), der Leiter der Königsberger Grafikklasse, holten ihn 1902 an die Kunstakademie Königsberg. Elisabeth Zimmermann ging mit und heiratete ihn. In Königsberg i. Pr. war Wolff von 1902 bis 1935 als Professor in der Kupferstichklasse und der Elementarklasse tätig. 1936 pensioniert, kehrte er nach München zurück. Dort starb er im Alter von 64 Jahren.

## Werk

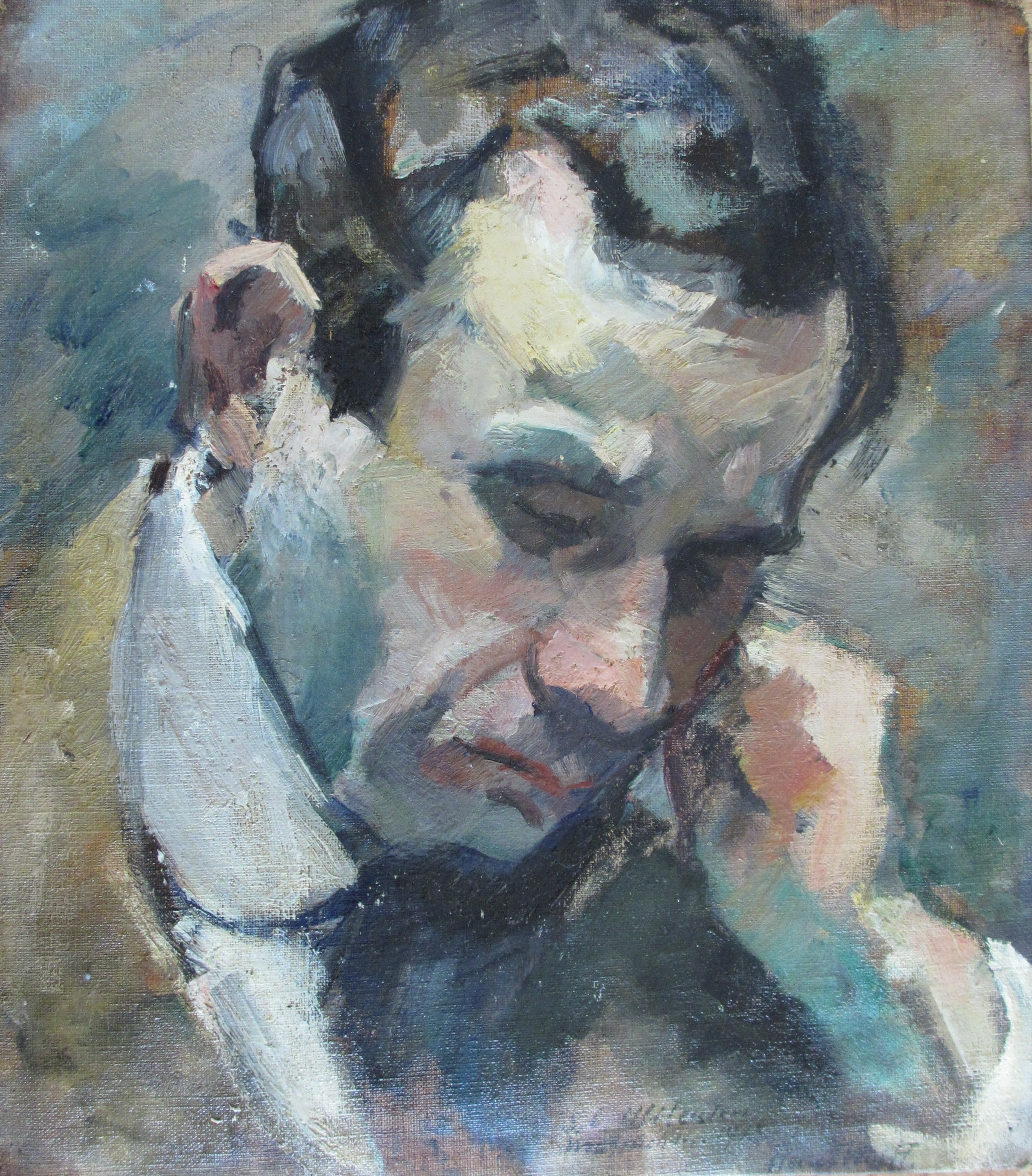
Herrenportrait Franz W. Mileuten (1918), Öl 33 cm × 37 cm

Wolff war ein vielseitiger Grafiker und Maler. Er schuf neben den für sein Schaffen charakteristischen Grafiken auch Gemälde, Holzschnitte, und meisterhafte Schattenrisse, die in dem Band Erzählungen der kleinen Schere von ihm selber veröffentlicht wurden. Seine Radierung Kant am Schreibtisch gewann in Ostpreußen besonderen Ruhm. Ihm sind die einzigen bekannten Bilder von Richard Jepsen Dethlefsen und Paul Blunk zu verdanken. Treffend meinte Agnes Miegel:

„Sein Werk hat nicht nur die geistige Oberschicht dieser Ostprovinz festgehalten, in ihren bedeutenden Vertretern und allen, die als Gäste in ihr lebten – es hat damit das Bild der letzten festgefügten bürgerlichen Gesellschaft gezeichnet, die es noch hier gab.“

Themen von Heinrich Wolff – der seine Bilder häufig mit Heinz Wolff signierte – waren Porträts von interessanten Menschen, aber auch Aktdarstellungen, Landschaften und Städtebilder. Viele Bildnisse berühmter Ärzte sind in dem Lebenswerk Heinrich Wolffs zu finden, was auch ein Grund gewesen sein dürfte, dass dem Künstler im Jahr 1932 der Rang eines Ehrendoktors (Dr. med. h. c.) der medizinischen Fakultät der Königsberger Albertina zugesprochen wurde.
Die bis ins Detail exakt durchgearbeitete Darstellungsweise seiner frühen Porträts hat Wolff später zugunsten einer großzügigeren Interpretation aufgegeben. Dabei verwendete er nicht nur das Verfahren der Lithographie, sondern auch die Algraphie, bei der an Stelle der Steinplatten Aluminiumplatten zum Einsatz kamen.
Die zurückhaltende, aber kontinuierliche Rezeption von progressiven Stilformen ist charakteristisch für das Königsberger Werk von Heinrich Wolff. So sind anfänglich insbesondere deutliche impressionistische Einflüsse offenkundig. Aber auch der sich Bahn brechende expressionistische Stil des frühen 20. Jahrhunderts, den er in Berlin kennengelernt haben dürfte, findet in den großzügigeren Aktgraphiken seiner letzten Arbeitsjahre einen gemäßigten, doch unverkennbaren Ausdruck.
Heinrich Wolff hatte einen starken und nachhaltigen Einfluss auf das künstlerische Leben in Ostpreußens Provinzialhauptstadt. Meisterschüler von Wolff waren unter anderem Walther K. J. E. Frahm und Gertrud Lerbs-Bernecker. 1927 gestaltete Wolff die Ausstellung Ostpreußenkunst der Deutschen Kunstgemeinschaft im Berliner Stadtschloß. Seine damals angelegte Mustersammlung befindet sich heute in der Kunstbibliothek der Stiftung Preußischer Kulturbesitz und zum Teil im Kunstforum Ostdeutsche Galerie in Regensburg.

## Ehrungen
- Goldene Medaille in Dresden (1899)
- Goldene Medaille in München (1901)
- Ehrendoktor der Medizinischen Fakultät der Albertus-Universität Königsberg (1932)